# فابیو ویویانی (بازیکن فوتبال)
فابیو ویویانی (انگلیسی: Fabio Viviani؛ زادهٔ ۲۹ سپتامبر ۱۹۶۶) بازیکن فوتبال اهل ایتالیا است.
از باشگاه‌هایی که در آن بازی کرده‌است می‌توان به باشگاه فوتبال کومو، باشگاه فوتبال ویچنزا، باشگاه فوتبال آ.ث. میلان، و باشگاه فوتبال مونتسا اشاره کرد.